# Breakfast with Scot
Breakfast with Scot é um romance de Michael Downing, professor da Universidade Tufts, que descreve como um casal gay se adapta quando um deles se torna guardião legal de um rapaz de 11 anos. Breakfast with Scot foi distinguido pela American Library Association e foi seleccionado como um dos melhores 10 livros gay do ano pela amazon.com.
Em 2007, Breakfast with Scot foi adaptado por Sean Reycraft ao cinema no Canadá com realização de Laurie Lynd e com os actores Tom Cavanagh, no papel de Eric McNally, um jogador de ex-hóquei no gelo que se tornou comentador desportivo e que vive com o seu namorado Sam (Ben Shenkman), um advogado especializado em desporto. O filme despertou atenção dos media em 2006, quando a National Hockey League e a equipa dos Toronto Maple Leafs anunciaram que tinham autorizado a utilização dos equipamentos e símbolos da equipa no filme Breakfast with Scot was the first gay-themed film ever to receive this type of approval from a professional sports league..